# 矢次啓佑
矢次 啓佑（やつぎ けいすけ、1991年8月13日 - ）は、日本のラグビー選手。

## プロフィール
- 山口県出身[1]。
- ポジションはセンター(CTB)。
- 身長 176cm、体重 88kg
- ニックネームはヤツギ。
- U20日本代表候補に選ばれたことがある[2]。

## 略歴
中学までサッカーをしており、ラグビーは高校から始めた。
2010年、萩商工高校卒業後、流通経済大学に入学する。
2013年、流通経済大学ラグビー部の副将に就任した。
2014年、流通経済大学卒業後、近鉄ライナーズ(現・花園近鉄ライナーズ)に加入。同年11月29日に行われたジャパンラグビートップリーグ2ndステージ第1節のNECグリーンロケッツ戦に先発出場で公式戦初出場を果たす。
2022年、花園近鉄ライナーズを退団した。